# テーマソング (ポルノグラフィティの曲)
「テーマソング」（英語: Theme Song）は、ポルノグラフィティの楽曲。2021年9月22日にSME Recordsより51作目のシングルとしてリリースされた。

## 概要
2021年8月2日に発表された『ポルノグラフィティ 2021 "新始動"』のファンファーレとなるニューシングルであり、前作『VS』から過去最長となる784日（2年2か月）のインターバルを経てのリリース。
ジャケットには暗闇の中から前に向かって歩き出しているメンバーのシルエットが用いられており、混沌とした現在から光るある未来へ進んでいくという意志を感じさせるビジュアルとなっている。
本作のリリースを記念して、ポルノグラフィティ Official YouTube Channelでは「アポロ」から「VS」までの全シングル表題曲のMV（フルサイズ）が9月4日より公開された。また、同年9月21日から27日にかけて『CYBERロマンスポルノ’20 〜REUNION〜』のパネル展がタワーレコード8店舗で開催された。
2021年10月4日付オリコン週間シングルランキングで初登場2位を記録。同ランキングTOP3入りは2013年の『瞬く星の下で』以来、2位獲得は2010年の『君は100%』以来となった。

## リリース形態
初回生産限定盤（CD+BD/CD+DVD）、通常盤の3形態でのリリース。
- 初回生産限定盤付属BD/DVDには、2020年12月4日にLINE CUBE SHIBUYAで開催した配信ライヴ『CYBERロマンスポルノ'20 〜REUNION〜』のライヴ映像が全曲収録されている[3]。
- 初回生産限定盤および初回プレス盤の共通特典として、2021年9月から12月にかけて開催された『17thライヴサーキット "続・ポルノグラフィティ"』でのスペシャルセッション視聴シリアルコードが封入されており、同ツアーの大阪公演2日目・名古屋公演2日目・東京公演2日目のライヴ終了後、各会場より配信されるスペシャルセッションを視聴することができた[注釈 5]。

## 収録曲

### CD
- 本作から編曲のクレジット表記が「Porno Graffitti」から「PORNOGRAFFITTI」に変更された[注釈 6]。

| #         | タイトル           | 作詞               | 作曲      | 編曲                                   | 時間  |
| --------- | ------------------ | ------------------ | --------- | -------------------------------------- | ----- |
| 1.        | 「テーマソング」   | 新藤晴一           | 岡野昭仁  | 立崎優介, 田中ユウスケ, PORNOGRAFFITTI | 3:52  |
| 2.        | 「REUNION」        | 新藤晴一, 岡野昭仁 | 岡野昭仁  | tasuku, PORNOGRAFFITTI                 | 4:02  |
| 3.        | 「IT'S A NEW ERA」 | 新藤晴一           | 新藤晴一  | 宗本康兵, PORNOGRAFFITTI               | 4:27  |
| 合計時間: | 合計時間:          | 合計時間:          | 合計時間: | 合計時間:                              | 12:21 |

### BD／DVD
| #   | タイトル                  | 作詞 | 作曲・編曲 |
| --- | ------------------------- | ---- | ---------- |
| 1.  | 「アポロ」                |      |            |
| 2.  | 「オー！リバル」          |      |            |
| 3.  | 「星球」                  |      |            |
| 4.  | 「ワンモアタイム」        |      |            |
| 5.  | 「2012Spark」             |      |            |
| 6.  | 「リビドー」              |      |            |
| 7.  | 「ヴォイス」              |      |            |
| 8.  | 「シスター」              |      |            |
| 9.  | 「ルーズ」                |      |            |
| 10. | 「カメレオン・レンズ」    |      |            |
| 11. | 「海月」                  |      |            |
| 12. | 「アゲハ蝶」              |      |            |
| 13. | 「Hard Days, Holy Night」 |      |            |
| 14. | 「VS」                    |      |            |
| 15. | 「ハネウマライダー」      |      |            |
| 16. | 「一雫」                  |      |            |
| 17. | 「REUNION」(ENCORE)       |      |            |
| 18. | 「ジレンマ」(ENCORE)      |      |            |

## 楽曲解説
1. テーマソング
  - 混沌とした時代の中でプラスもマイナスも受け止めて生きていこうという力強いメッセージが込められたナンバー[8][9]。
  - 作曲を手掛けた岡野は1年前からみんなでユニゾンで歌える曲を作りたいと思っていたといい[10][11]、難産ではあったがようやくそのイメージを形にすることができたと語っている[12]。また、ライヴでは声が出せないという状況であるが、「コロナ禍が明けたときにこの曲をみんなで歌い合えるんだと思えば、未来への希望になるのではないか」という思いを持ちながら制作したと振り返っている[10][11]。
  - 作詞を手掛けた新藤は「今、エンタメに求められているものは何か？」と考え、「明るいとは言えないこの世の中を、曲を聴いている数分間だけでも忘れられるものがいいな」というビジョンを持って本作の制作に取り組んだという[13]。本楽曲では「みんなの背中をてらいなく押そう」という気持ちで曲に対して素直に言葉を乗せていったといい[10][13]、自身のnoteには以下のように綴っている[14]。自分が理屈っぽい人間だということは自覚している。

なので「明日は必ずいい日だ」「諦めなけれてば夢は叶う」的な歌詞とかに抵抗感がある。
何を根拠に？と思ってしまう。
だから応援歌を作るのは苦手なのだけれど、今回の「テーマソング」でいうと、こういう時代だから、根拠とかそういうことではなくて、フレフレー、そういう曲をやる意味が今のポルノにはある、という自分の中の理屈があって書いてみた。
理屈として、こういう曲、メッセージが必要だと考えた。—新藤晴一、理屈っぽい自分が好きだったり嫌いだったり（2021年9月28日）[15]。
  - 9月8日にはデビュー22周年を迎えると同時に本楽曲の先行配信が開始され[16]、本楽曲のレコーディング風景やビジュアル撮影のドキュメント映像を使用した「『テーマソング』 document movie」が公開された[注釈 7][16]。
  - 『THE FIRST TAKE』第151回（2021年9月15日公開）では本楽曲を披露し[17][18]、このパフォーマンスを音源化した「テーマソング - From THE FIRST TAKE」が同年11月16日より配信リリースされた[19]。また、リリースから約2か月後の11月17日に出演した『日テレ系音楽の祭典ベストアーティスト2021』でテレビ初披露された[注釈 8]。
  - 『17thライヴサーキット "続・ポルノグラフィティ"』ではライヴ本編のラストナンバーとして披露された[20]。2021年12月22日に東京ガーデンシアターで行われたツアーファイナルの終演直後には、冒頭に前日に行われた東京ガーデンシアター公演の映像を用いた本楽曲のMVが公開された[注釈 9][23]。
2. REUNION
  - 元々は『CYBERロマンスポルノ'20 〜REUNION〜』に向けて制作された楽曲[24]。音源化にあたり、同ライヴで初披露した際に感じたものを込め、更にメロディや歌詞を再構成し、2021年1月下旬に改めてスタジオレコーディングされた[9][25]。
  - 作曲は岡野が担当しているが、アレンジャーのtasukuが作ったトラックを聴く中で、最初に作ったメロディが大きく変わっていったという[11]。岡野は「案外トラック先行も性に合うのかなっていう発見がありました[11]」と語っており、後発の12thアルバム『暁』では「暁」「バトロワ・ゲームズ」の2曲がトラック先行で制作された[26]。
  - 歌詞は岡野と新藤の共作[注釈 10]となっており、岡野はサビでリフレインする英語詞、その他の歌詞を新藤が担当している[11]。
3. IT'S A NEW ERA
  - 新始動の意気込みと、倒れても何度でも立ち上がればいいというメッセージが込められた人生讃歌[9]。
  - 詞曲を手掛けた新藤曰く、曲のテーマは表題曲「テーマソング」とまったく同じで、曲調の違いから違う言葉が使われている[11][27]。また、曲は新藤が好きなミュージカル音楽に影響を受けており[22][27]、曲の展開も物語性を重視し、「Aメロは湖畔をしょんぼり歩いている感じで、それがだんだん小走りになって、サビで走り出すみたいなイメージ」とゲストミュージシャンにリクエストしたという[22][27]。
  - 『17thライヴサーキット "続・ポルノグラフィティ"』ではオープニングナンバーを担った[20]。

## Guest Musicians
1. テーマソング
  - Drums: 玉田豊夢
  - Bass: 高桑圭
  - Strings: 室屋光一郎ストリングス
  - Chorus: 泉宏樹, 藤嶋拓未, asami, SAK., 会原実希
  - Claps: パチパチぱっちんず
  - Programming & All Other Instruments: 立崎優介, 田中ユウスケ
  - Programming: 永澤和真
2. REUNION
  - Drums: 玉田豊夢
  - Bass: 山口寛雄
  - Apf: 皆川真人
  - Programming & All Other Instruments: tasuku
3. IT'S A NEW ERA
  - Drums: 柏倉隆史
  - Bass: 須藤優
  - Apf: 宗本康兵
  - Strings: 室屋光一郎ストリングス
  - Programming & All Other Instruments: 宗本康兵

## 収録作品
| タイトル       | 収録作品 |
| -------------- | --- |
| テーマソング   | - アルバム - 12thアルバム『暁』 - ミュージックビデオ - 12thアルバム『暁』 - ライヴDVD/BD『18thライヴサーキット "暁" Live at NIPPON BUDOKAN 2023』 - ライヴ映像 - ライヴDVD/BD『17thライヴサーキット "続・ポルノグラフィティ" Live at TOKYO GARDEN THEATER 2021』 - ライヴDVD/BD『18thライヴサーキット "暁" Live at NIPPON BUDOKAN 2023』 - ライヴ音源 - ライヴDVD/BD『17thライヴサーキット "続・ポルノグラフィティ" Live at TOKYO GARDEN THEATER 2021』 |
| REUNION        | - ライヴ映像 - ライヴDVD/BD『17thライヴサーキット "続・ポルノグラフィティ" Live at TOKYO GARDEN THEATER 2021』 - ライヴ音源 - ライヴDVD/BD『17thライヴサーキット "続・ポルノグラフィティ" Live at TOKYO GARDEN THEATER 2021』 |
| IT'S A NEW ERA | - ライヴ映像 - ライヴDVD/BD『17thライヴサーキット "続・ポルノグラフィティ" Live at TOKYO GARDEN THEATER 2021』 - ライヴ音源 - ライヴDVD/BD『17thライヴサーキット "続・ポルノグラフィティ" Live at TOKYO GARDEN THEATER 2021』 |